# ونسان لوکولیه
ونسان لوکولیه (فرانسوی: Vincent Lecavalier‎؛ زادهٔ ۲۱ آوریل ۱۹۸۰) بازیکن هاکی روی یخ اهل کانادا است.
از فیلم‌ها یا برنامه‌های تلویزیونی که وی در آن نقش داشته‌است می‌توان به موریس ریچارد اشاره کرد.
وی همچنین برندهٔ جوایزی همچون جام استنلی شده‌است.
از باشگاه‌هایی که در آن بازی کرده‌است می‌توان به فیلادلفیا فلایرز و تمپا بی لایتنینگ اشاره کرد.